# Fagocitosi

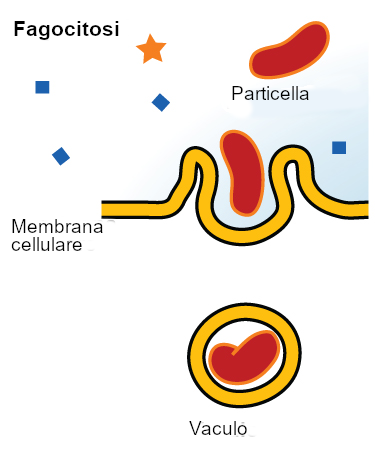
Schema di massima di un processo di fagocitosi

La fagocitosi (dal greco phagein, "mangiare" e cytos, "cellula") è la capacità posseduta da diverse cellule di ingerire materiali estranei e di distruggerli. Si tratta di una forma particolare di endocitosi in cui una cellula utilizza grandi vescicole endocitiche, chiamate fagosomi, per ingerire grosse particelle.
Le cellule di animali superiori che espletano attività fagocitaria (fagociti) si suddividono in due categorie: i "fagociti professionali" (neutrofili, eosinofili e monociti/macrofago) per i quali l'attività fagocitaria costituisce una funzione preminente; i "fagociti facoltativi" (mastociti, endoteliociti e altre cellule) per le quali è una funzione marginale.

## Storia

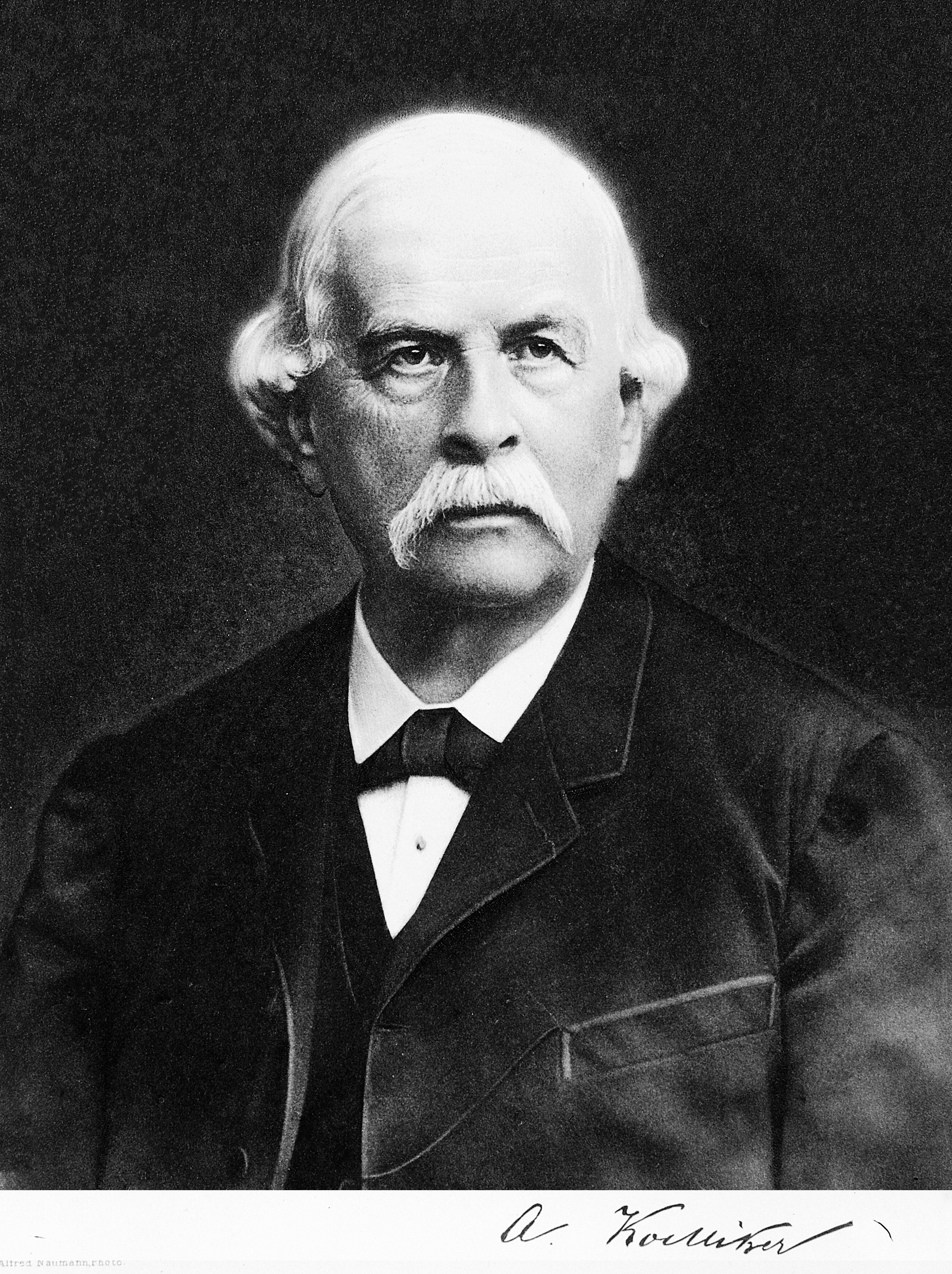
Albert von Kölliker

La fagocitosi fu il primo processo relativo alla risposta immunitaria scoperto e compreso come tale e pertanto la sua storia coincide con la nascita scientifica dell'immunologia. La prima descrizione completa si deve allo scienziato svizzero Albert von Kölliker che nel suo studio, pubblicato nel 1849 su Zeitschrift für Wissenschaftliche Zoologie, descrisse il processo di alimentazione di un'alga simile all'ameba, l'Actinophryid (un eliozoo) menzionando i dettagli di come un protista "inghiottisca" (il processo ora chiamato endocitosi) un piccolo organismo, che chiamò infusoria (un nome generico utilizzato all'epoca per i microbi).
La prima dimostrazione della fagocitosi come proprietà dei leucociti, le cellule immunitarie, fu invece opera dello zoologo tedesco Ernst Haeckel. Egli scoprì che le cellule del sangue della lumaca di mare erano in grado di ingerire particelle di inchiostro di china. Questa fu la prima prova diretta della fagocitosi da parte delle cellule immunitarie. Haeckel riportò il suo esperimento in una monografia edita nel 1862.
La fagocitosi fu notata poi dal medico canadese William Osler nel 1876, e successivamente studiata da Élie Metchnikoff negli anni 1880.

## Le diverse funzioni della fagocitosi

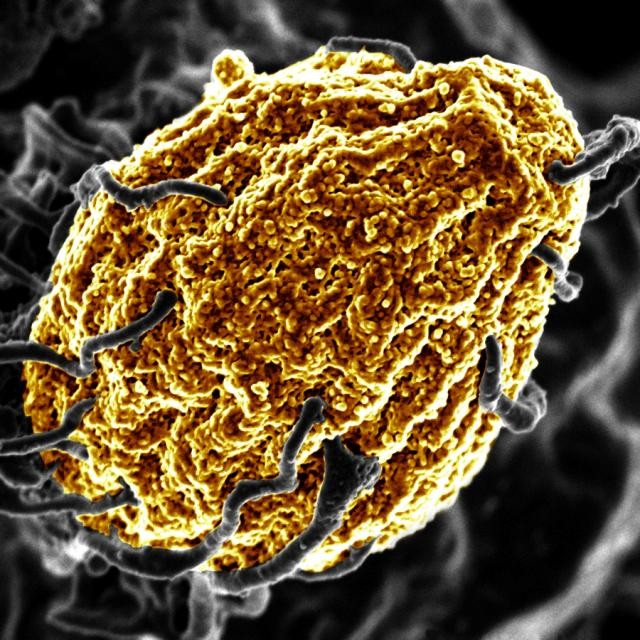
Fagocitosi di
particella di lievito morta (micrografia a scansione elettronica)

La fagocitosi, essenziale per il nutrimento dei protozoi, svolge numerose altre funzioni negli organismi pluricellulari. Parlando dei mammiferi, infatti, oltre alla digestione delle grandi particelle per la nutrizione, essa rappresenta una cruciale difesa immunitaria, eliminando patogeni come virus, funghi e batteri.
Come descritto nel paragrafo successivo, i macrofagi e i neutrofili sono gli attori protagonisti di questi processi. Inoltre la fagocitosi contribuisce direttamente anche alla presentazione degli antigeni, stimolando la risposta immunitaria.
Infine, i macrofagi, e quindi la fagocitosi, hanno un ruolo importante anche nella rimozione di cellule che sono morte per apoptosi, e anzi in termini quantitativi l'eliminazione di cellule senescenti o morte è di gran lunga la più importante.

### Ruolo della fagocitosi nella difesa immunitaria

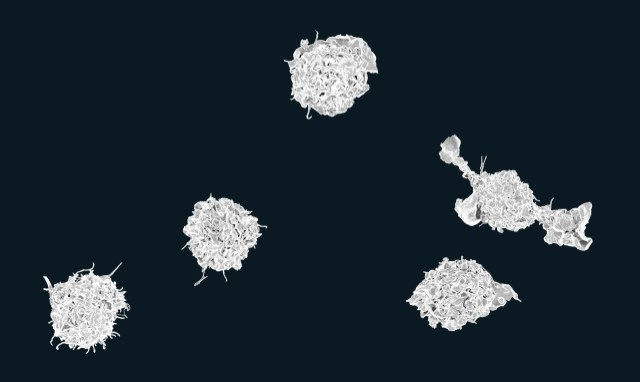
Un macrofago

Come è già stato accennato precedentemente, la fagocitosi svolge un ruolo cruciale nella risposta immunitaria come meccanismo di difesa del corpo contro agenti patogeni, particelle estranee o detriti cellulari. I fagociti professionisti, infatti, si servono di questo processo per l’eliminazione degli agenti patogeni. Queste cellule specializzate comprendono, nei mammiferi, principalmente i macrofagi e i neutrofili e sono costituenti essenziali del sistema immunitario innato.
Si ritrovano i macrofagi in tessuti del corpo differenti, come i polmoni, i tessuti linfoidi e il fegato. I neutrofili migrano invece verso i siti di interesse dal sangue circolante, dove sono presenti in abbondanza. Sia i macrofagi che i neutrofili sono dotati di ricettori in grado di riconoscere i complessi antigene-anticorpo o direttamente diversi agenti patogeni succitati quali: batteri, virus, funghi e parassiti.

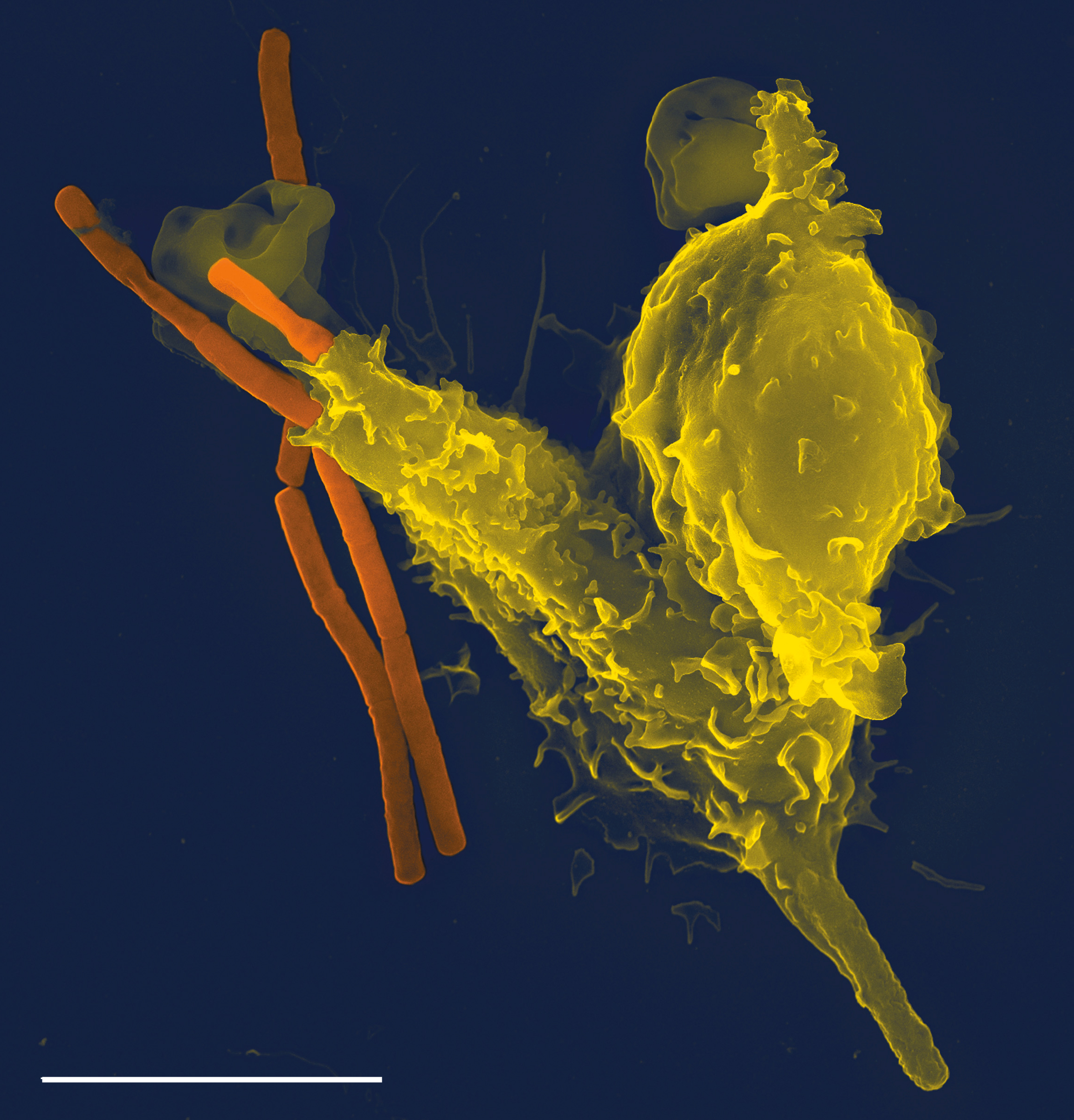
Un granulocita neutrofilo mentre fagocita un batterio: (Bacillus anthracis).

La fagocitosi è poi indotta da questi recettori di membrana attraverso una cascata di segnali intracellulari.
Inoltre, la collaborazione tra fagociti, anticorpi e linfociti T è fondamentale per una risposta immunitaria efficace. Gli anticorpi marcano il patogeno per la fagocitosi, i fagociti distruggono il patogeno e presentano gli antigeni ai linfociti T, che attivano e coordinano la risposta immunitaria. Questa sinergia contribuisce significativamente alla difesa dell'organismo contro le infezioni e altre minacce patogene e ancora una volta ribadisce l’importanza del processo di fagocitosi.

## Descrizione del processo

Animazione che mostra un processo di fagocitosi cellulare.

Durante la fagocitosi la cellula utilizza il citoscheletro di actina per protrudere delle estroflessioni della membrana plasmatica, in modo da "catturare" la particella bersaglio. Queste protrusioni della membrana, dette “pseudopodi”, si andranno successivamente a fondere, completando definitivamente la cattura.
A queste prime fasi segue il ritiro della particella verso l'interno della cellula sotto forma di una vescicola che prende il nome di fagosoma. La formazione del fagosoma sancisce la fine della fagocitosi vera e propria; tuttavia, alcuni fenomeni legati alla maturazione di quest’ultimo all'interno della cellula, possono essere considerati come tappe appartenenti al processo. Una volta all'interno della cellula, infatti, i lisosomi si fondono con la membrana fagosomica a formare dei complessi definiti "fago-lisosomi"; questo comporta l'acidificazione dell’ambiente interno alla vescicola grazie al quale vengono digeriti gli elementi fagocitati. Un’altra tappa, in alcuni fagociti, riguarda il riciclo dei componenti della membrana.
Il processo completo della fagocitosi può essere schematizzato in queste 12 tappe, le prime 7 riguardano la formazione del fagosoma, mentre le ultime 5 ne seguono la maturazione:

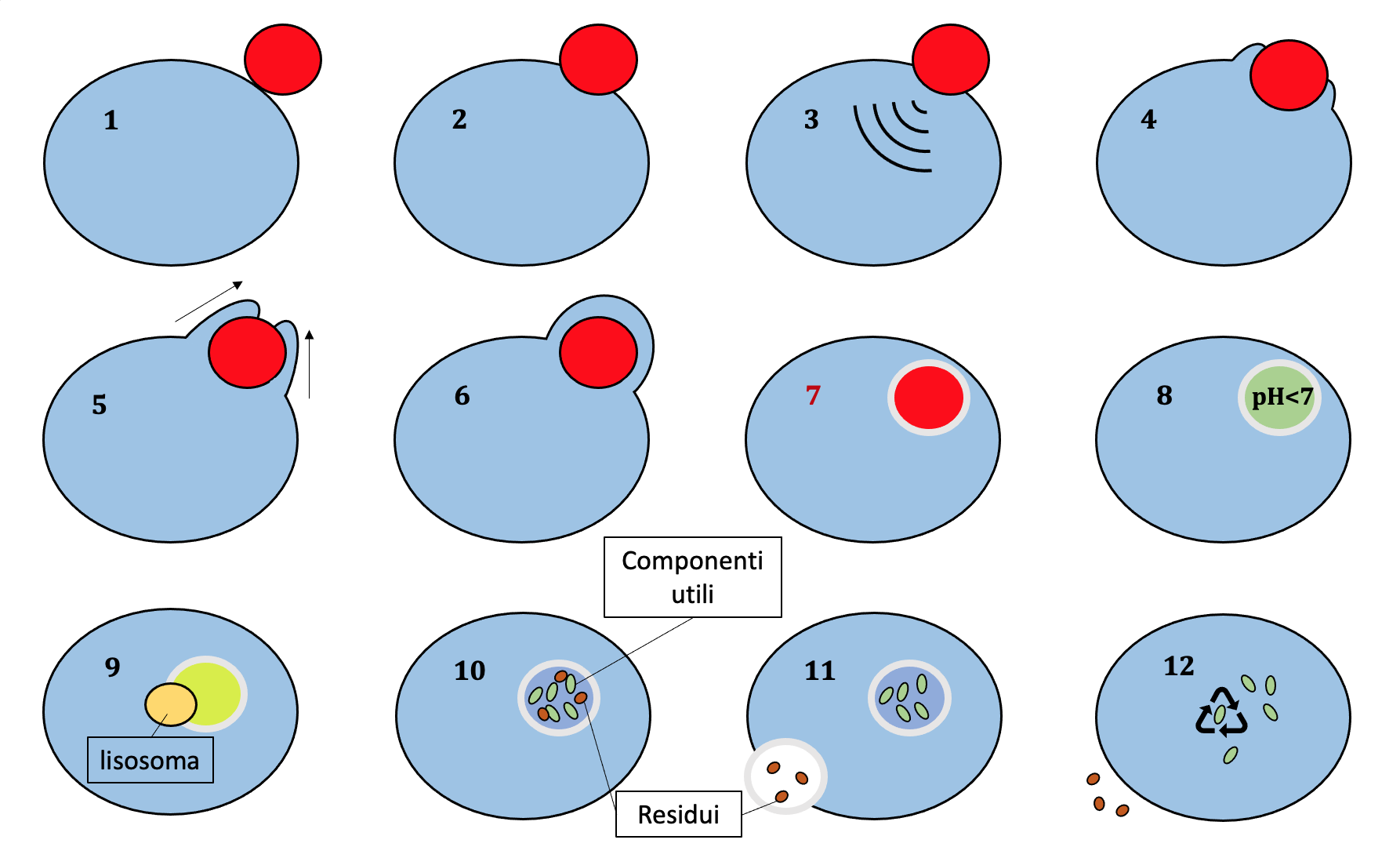
Rappresentazione grafica delle tappe descritte

1. Riconoscimento della particella: i recettori sulla membrana del fagocita si legano alla particella, come opsonine o anticorpi, che hanno marcato la particella per il riconoscimento.
2. Legame con la particella: l'interazione tra i recettori cellulari e i ligandi particellari è abbastanza forte da trattenere la particella sulla superficie cellulare.
3. Segnalazione intracellulare post legame: l'interazione tra i recettori e i ligandi induce segnali all'interno del fagocita.
4. Formazione della coppa fagocitica: i segnali intracellulari portano alla formazione di una struttura a forma di coppa che trattiene la particella sulla superficie cellulare.
5. Estensione degli pseudopodi: i segnali cellulari promuovono la crescita rapida degli pseudopodi fagocitici intorno alla particella.
6. Fusione degli pseudopodi fagocitici: gli pseudopodi fagocitici opposti si fondono, catturando completamente la particella.
7. Formazione del fagosoma e il suo ritiro: La fusione degli pseudopodi fagocitici forma il fagosoma, che trascina la particella all'interno della cellula.
8. Acidificazione del fagosoma: il fagosoma si acidifica tramite il pompaggio di protoni, attivando gli enzimi digestivi.
9. Formazione del fago-lisosoma: il fagosoma si fonde con i lisosomi, creando il fago-lisosoma. I lisosomi contengono enzimi idrolitici,  come proteasi e nucleasi, che agiscono per degradare e digerire il materiale fagocitato.
10. Digestione del materiale fagocitato: gli enzimi idrolitici presenti nel fago-lisosoma degradano il materiale fagocitato in frammenti più piccoli, come peptidi, acidi nucleici e carboidrati. Questi frammenti possono essere utilizzati per produrre energia o sintetizzare nuovi componenti cellulari.
11. Eliminazione dei residui: dopo la digestione, i residui indigeribili vengono rimossi dalla cellula tramite l'esocitosi o accumulati nei corpi residui o granuli residuali.
12. Recupero dei componenti utili: durante la fagocitosi, la cellula può recuperare molecole e sostanze utili dalla particella fagocitata, che possono essere riutilizzate per scopi metabolici, sintesi di nuove molecole o segnalazione intracellulare.[14]

## Regolazione della fagocitosi
Essendo fondamentale per la difesa immunitaria e per la rimozione di particelle estranee, il bilanciamento del livello di promozione della fagocitosi deve essere finemente regolato. Una promozione eccessiva di questo processo potrebbe infatti arrecare danni ai tessuti, ma allo stesso tempo un’attivazione non adeguata porterebbe ad una probabile compromissione della risposta immunitaria dell’intero organismo.
La regolazione della fagocitosi è perciò un processo complesso che coinvolge una serie di meccanismi a diversi livelli.
In primo luogo, le cellule fagocitiche esprimono recettori specifici sulla loro superficie che riconoscono e si legano a molecole o a particelle da fagocitare. Esistono molte classi di recettori che promuovono la fagocitosi; alcuni riconoscono le cellule morte per apoptosi, altri le oligosaccaridi sulla superficie di dei patogeni ed altri ancora sono in grado di riconoscere le componenti del complemento (un sistema di proteine solubili nel sangue che aiuta a difendere l'organismo dalle infezioni lavorando insieme per riconoscere, marcare e distruggere microrganismi invasori, promuovendo anche l'infiammazione e regolando la risposta immunitaria).

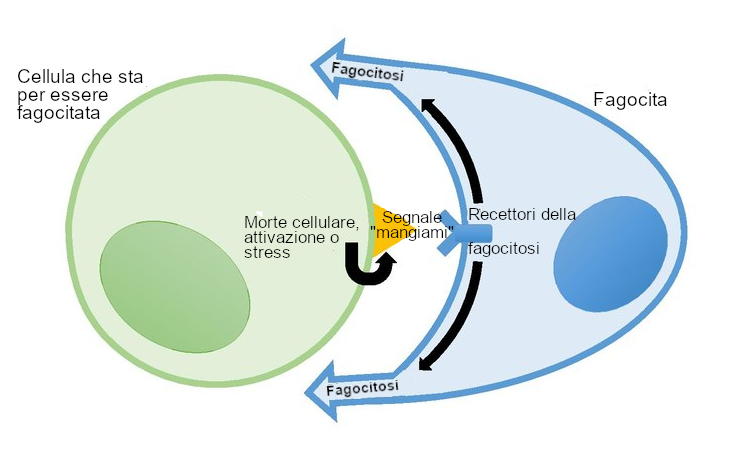
Una cellula rilascia un segnale "mangiami" per indurre il processo fagocitario in caso di apoptosi

I recettori risentono inoltre dei segnali chimici rilasciati dall'ambiente extracellulare e della loro concentrazione, un esempio sono mediatori dell'infiammazione, che possono attivare o inibire la fagocitosi.
Giocano un ruolo cruciale nella regolazione della fagocitosi anche i meccanismi intracellulari e il sistema immunitario, attraverso l'azione di molecole solubili, come anticorpi e citochine.
Un fatto interessante è che i macrofagi sono in grado di evitare cellule che mostrano segnali di "non mangiarmi". Questo evidenzia che, come per molti altri processi cellulari, anche nella fagocitosi l’equilibrio tra segnali promotori e inibitori riveste un ruolo fondamentale per la sua regolazione.

## L'autofagia

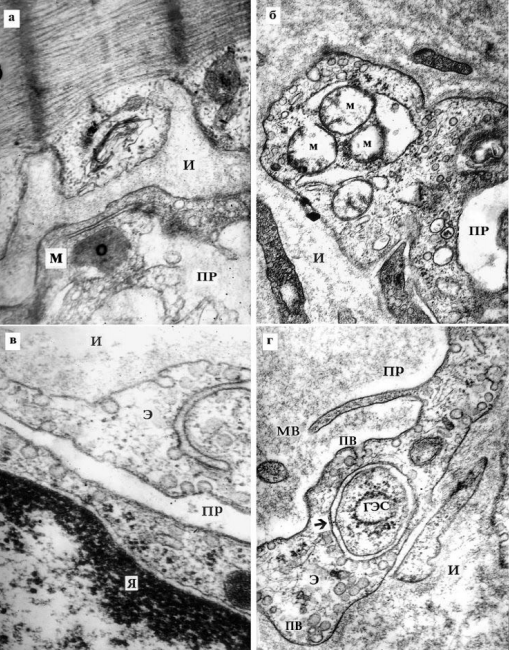
Formazione di vacuole autofagiche dalle strutture delle cellule di membrana nel miocardio in un paziente con una patologia cardiaca

L'autofagia è un processo finemente regolato, attuato da tutti i tipi cellulari, che svolge un ruolo fondamentale nella rimozione e nel riciclaggio delle componenti cellulari danneggiate o obsolete; è considerata un tipo particolare di fagocitosi.
In aggiunta questo è un meccanismo che svolge un ruolo cruciale nella risposta a situazioni di stress come le infezioni o il digiuno e che aiuta a riorganizzare le cellule durante la differenziazione, consentendo loro di assumere funzioni specializzate.
L’autofagia inizia con la formazione di una struttura speciale chiamata autofagosoma, che avvolge e cattura il materiale indesiderato nel citoplasma. Questo avviene grazie alla fusione di piccole vescicole (di cui ancora non è molto nota l’origine), che si uniscono insieme per creare una doppia membrana intorno al carico citoplasmatico.
Successivamente, l'autofagosoma si unisce (come avviene anche nella fagocitosi classica) ad un lisosoma. Il lisosoma contiene enzimi speciali chiamati idrolasi acide, che sono in grado di degradare le sostanze indesiderate. Quando l'autofagosoma si fonde con il lisosoma, diventa un “autofago-lisosoma”. È come se l'autofagosoma si trasformasse in una sorta di "stazione di smaltimento", dove i contenuti intrappolati vengono scomposti e digeriti dagli enzimi lisosomiali.
Questo processo è forse l’unico attraverso il quale la cellula può degradare organelli vecchi o danneggiati o altri elementi di queste dimensioni, come grandi complessi proteici e macromolecole.
L’autofagia può operare in due diverse modalità: selettiva e non selettiva. Nell'autofagia non selettiva, o "macroautofagia", le cellule effettuano una sorta di pulizia generale del citoplasma, degradando porzioni generiche di materiale cellulare. In questo caso, il materiale indesiderato viene inglobato all'interno dell'autofagosoma senza un particolare criterio e successivamente degradato.
D'altra parte, l'autofagia selettiva è un processo più mirato e coinvolge il riconoscimento e la degradazione specifica di determinate componenti cellulari. In questo caso, un carico specifico viene incapsulato in autofagosomi che presentano una minore quantità di citosol e la loro forma si adatta al tipo di materiale che devono degradare. Esistono diversi meccanismi di autofagia selettiva, ognuno con un nome unico che riflette il tipo di materiale coinvolto. Ad esempio, l'autofagia mitofagica si concentra sulla degradazione selettiva dei mitocondri, mentre l'autofagia perossisomica (o pexofagia) si occupa della degradazione mirata dei perossisomi. È come se le cellule avessero un sistema di smistamento interno che seleziona attentamente ciò che deve essere degradato per garantire la salute e il benessere cellulare.
Errori durante l'autofagia possono compromettere la capacità delle cellule di sbarazzarsi delle sostanze indesiderate. Ciò può avere conseguenze estremamente negative e contribuire allo sviluppo di varie patologie, tra cui il cancro.

## Endocitosi

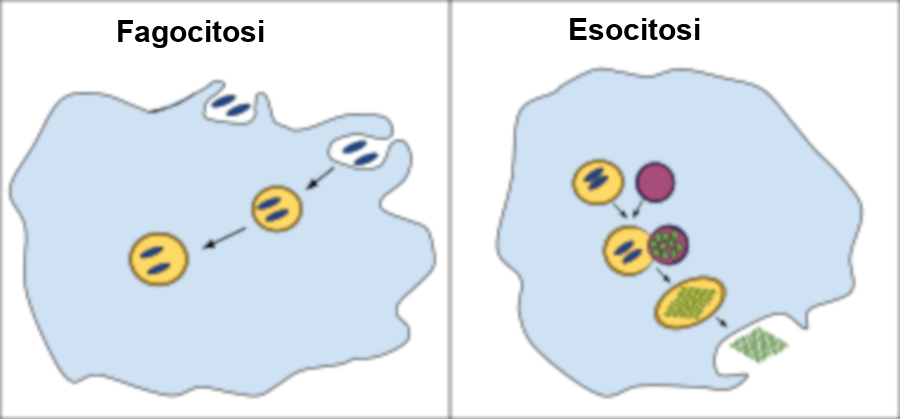
Confronto tra fagocitosi (a sinistra) e endocitosi (a destra)

Oltre alla fagocitosi, esistono diversi altri tipi di endocitosi, tutti caratterizzati da meccanismi specifici.
In linea generale, l'endocitosi rappresenta un cruciale processo in cui le cellule inglobano elementi esterni tramite la creazione di vescicole membranose; il materiale da assimilare viene gradualmente avvolto da una piccola porzione della membrana plasmatica che si piega verso l'interno e, successivamente, si stacca formando una vescicola endocitica.
Attraverso l'endocitosi, le cellule possono acquisire molti elementi diversi, come particelle provenienti dall'ambiente esterno, macromolecole, liquidi, soluti, sostanze nutritive e componenti della membrana plasmatica.
Nello specifico I principali tipi di endocitosi includono:

### L'endocitosi mediata da recettori
Questo tipo di endocitosi implica l'interazione specifica tra recettori di membrana e ligandi corrispondenti. I recettori riconoscono e si legano in modo selettivo ai ligandi presenti nell'ambiente circostante, innescando la formazione di vescicole che incorporano il complesso recettore-ligando.
Questo meccanismo è coinvolto nel trasporto selettivo di molecole e contribuisce anche ai processi di segnalazione all'interno della cellula.
Un esempio di questo processo è l'endocitosi del colesterolo LDL (lipoproteine a bassa densità) da parte delle cellule. I recettori LDL presenti sulla membrana cellulare riconoscono le particelle di LDL e agevolano la loro internalizzazione attraverso la formazione di vescicole rivestite da clatrina.

### La pinocitosi
La pinocitosi (talvolta chiamata anche "cellula che beve") è un processo in cui la cellula ingloba piccole gocce di liquido o piccoli soluti. A differenza dell'endocitosi mediata da recettori, nella pinocitosi non sono coinvolti recettori ed essa rappresenta quindi un tipo di endocitosi aspecifica. Anche in questo caso il processo si basa sulla formazione di una vescicola ("vescicola di pinocitosi"), formatasi da un’invaginazione della membrana plasmatica, che internalizza il materiale extracellulare.

### La macro-pinocitosi
Questo tipo di endocitosi è simile alla pinocitosi, ma in questo processo vengono inglobati, oltre alle particelle solute, grandi volumi di liquido extracellulare. Le vescicole di macro-pinocitosi raggiungono quindi dimensioni notevolmente maggiori rispetto a quelle della pinocitosi classica.